# معبد النار كرمان
معبد النار كرمان (بالفارسية: آتشکده کرمان) هو معبد نار تاريخي يعود إلى عصر الدولة البهلوية، ويقع في كرمان.